# Przypuszczenie ochrony chronologii
Przypuszczenie ochrony chronologii – przypuszczenie sformułowane przez fizyka Stephena Hawkinga, że prawa fizyki zapobiegają wszystkim podróżom w czasie wychodzącym poza skalę mikroskopową. Matematycznie dopuszczalność podróży w czasie jest reprezentowana przez istnienie zamkniętych krzywych czasopodobnych. Przypuszczenie ochrony chronologii powinno zostać wyodrębnione od chronologicznej cenzury, w której każda zamknięta krzywa czasopodobna przechodzi przez horyzont zdarzeń.

## Pochodzenie
W artykule z 1992 roku Hawking używa metaforycznego bytu w postaci Agencji Ochrony Chronologii jako instytucji, która w aspekcie fizyki czyni podróże w czasie niemożliwe w skali makroskopowej, dzięki czemu rozwiązuje problem paradoksów czasowych. Wypowiada się w następujący sposób:
Wygląda na to, że istnieje Agencja Ochrony Chronologii, która zapobiega pojawianiu się krzywych czasopodobnych i dzięki temu czyni wszechświat bezpiecznym dla historyków.